# Kunoönhällan
Kunoöhällan is een langwerpig Zweeds rotseiland / zandbank behorend tot de Lule-archipel. Het ligt een kilometer ten zuiden van Kunoön waarnaar het genoemd is.Het heeft geen oeververbinding en is onbebouwd.